# Хокі-Мару
Хокі-Мару (Hoki-Maru) — судно, яке під час Другої Світової війни взяло участь в операціях японських збройних сил в Мікронезії. 

## Початок історії судна
Судно спорудили як MV Hauraki в 1922 році на британській верфі Denny W. & Bros. Ltd у Думбартоні на замовлення компанії Union Steamship Co. Of New Zealand.
У 1930-х роках воно ходило між австралійськими портами Сідней та Мельбурн, островами Фіджі та Кука, Каліфорнією та Ванкувером.
В 1940 році MV Hauraki реквізували для потреб Воєнного міністерства, після чого воно почало здійснювати рейси на Близький Схід, до Адену, Порт-Саїду та Хайфи.

## Служба у японському флоті
4 липня 1942-го судно вирушило з вантажем військових матеріалів із Фрімантла (західна Австралія) до Коломбо (острів Цейлон). 12 липня в центральній частині Індійського океану MV Hauraki зупинили японські переобладнані легкі крейсери «Айкоку-Мару» та «Хококу-Мару». Захоплене як трофей, судно було відправлене до Пенангу (півострів Малакка), при цьому на переході новозеландські механіки змогли позбутись від запасних частин, що ускладнило подальше використання судна, яке з вересня отримало японське найменування «Хокі-Мару». У листопаді—грудні 1942-го судно пройшло до Японії.
Відомо, що упродовж 1943 року Хокі-Мару відвідало (деякі не по одному разу) японські порти Моджі, Осака, Йокосука, Йокогама, Муроран (острів Хоккайдо), Кавасакі, Ніїсіма, Кобе, а також побувало у Дайрені (наразі Далянь) в Маньчжурії. 18 листопада поблизу острова Цурусіма (Внутрішнє Японське море) Хокі-Мару зіткнулось із танкером «Наней-Мару», проте обидва судна отримали лише помірні пошкодження (на Хокі-Мару їх усунули 22 листопада—2 грудня на корабельні у Куре). 
У січні 1944-го Хокі-Мару відвідало Куре, Нагою, Токіо, Йокосуку, а 20 січня вийшло з останнього порту разом з конвоєм №3120, який 4 лютого прибув на атол Трук у центральній частині Каролінських островів (тут ще до війни створили потужну базу японського ВМФ, з якої до лютого 1944-го провадились операції у цілому ряді архіпелагів).
17 лютого 1944-го по Труку уразило американське авіаносне угруповання (операція «Хейлстоун»), яке у підсумку змогло знищити кілька бойових кораблів та близько трьох десятків інших суден. В перший же день операції Хокі-Мару було поцілене літаками та затонуло, при цьому пошкодження нанесли не лише ворожі бомби, але й внутрішній вибух (судно мало на борту окрім різноманітної  автомобільної та спецтехніки також авіаційне пальне, бомби та іншу амуніцію). Разом з Хокі-Мару загинуло 23 члени екіпажу.
Наразі судно лежить на глибині від 24 до 56 метрів та є одним з місць відвідування дайверами.